# CL-89 (БПЛА)
CL-89 — разведывательный беспилотный самолёт-разведчик. Первый полёт совершил в 1972 году. Разработан и построен фирмой Canadair (теперь часть корпорации Bombardier). Английское обозначение — «Midge», обозначение НАТО — AN/USD-501. Состоял на вооружении армий Германии, Канады, Италии и Франции. Всего построено более 500 БПЛА.

## CL—289
В ноябре 1987 года было подписано соглашение между Канадой, Западной Германии и Франции для производства CL — 289 , модель аналогична СL-89 с несколько улучшеными характеристиками.

## ЛТХ
- Размах крыла, м 0.94
- Длина самолёта, м 2.60
- Диаметр, м 0.33
- Масса, кг
- пустого 78.2
- максимальная взлётная 108
- максимальная взлётная с ускорителем 156
- Тип двигателя 1 ТРД Williams WR2-6
- Тяга, кН 1 х 0.56
- Максимальная скорость, км/ч 741
- Радиус действия, км
- нормальный 60
- с дополнительным баком 70
- Практический потолок, м 3050
- Полезная нагрузка: 17-20 кг различного оборудования

## Страны-эксплуатанты
- Канада - в 1970-е принят на вооружение[1]
- Франция - в ноябре 1982 года первые беспилотные аппараты CL-89 поступили на вооружение[2]